# Zagir Šachiev
Zagir Muchtarpašaevič Šachiev (in russo Загир Мухтарпашаевич Шахиев?; Bammatjurt, 15 aprile 1999) è un lottatore russo, specializzato nella lotta libera.

## Biografia
È stato campione continentale agli europei di Varsavia 2021, dove ha vinto la finale contro il polacco Krzysztof Bieńkowski nel torneo dei 65 chilogrammi. 
Ai mondiali di Oslo 2021 si è laureato campione iridato, superando l'iraniano Amir Mohammad Yazdani nell'incontro decisivo per il gradino più alto del podio. Nell'occasione ha gareggiato per la Russian Wrestling Federation a causa della squalifica per doping di Stato della Russia.

## Palmarès
| Anno                                               | Manifestazione   | Sede     | Evento | Risultato | Note |
| -------------------------------------------------- | ---------------- | -------- | ------ | --------- | ---- |
| In rappresentanza della Russia                     |                  |          |        |           |      |
| 2016                                               | Mondiali cadetti | Tbilisi  | 46 kg  | Oro       |      |
| 2021                                               | Europei          | Varsavia | 65 kg  | Oro       |      |
| In rappresentanza della Federazione russa di lotta |                  |          |        |           |      |
| 2021                                               | Mondiali         | Oslo     | 65 kg  | Oro       |      |

## Altre competizioni internazionali
2018
- 7º nei 61 kg al Torneo Alany ( Vladikavkaz)
- Argento nei 61 kg al Torneo Stepan Sargsyan ( Erevan)
- 7º nei 61 kg alla Coppa Intercontinentale ( Chasavjurt)

2019
- Bronzo nei 61 kg al Torneo Stepan Sargsyan ( Vanadzor)
- Bronzo nei 61 kg al Torneo Vladimir Semenov ( Neftejugansk)